# Cubillas de Rueda
Cubillas de Rueda település Spanyolországban, León tartományban. Lakosainak száma 385 fő (2024).

## Földrajza
Cubillas de Rueda Gradefes, Cistierna, Cebanico, Almanza, Villamartín de Don Sancho és Valdepolo községekkel határos.

## Népesség
A település lakosságának változását az alábbi diagram mutatja:
| Lakosok száma | 629  | 594  | 540  | 511  | 512  | 475  | 411  | 388  | 388  | 385  |
|               | 2001 | 2004 | 2007 | 2009 | 2012 | 2014 | 2017 | 2019 | 2022 | 2024 |